# Youri Tielemans
Youri Marion A. Tielemans (Sint-Pieters-Leeuw, 7 de maig de 1997) és un futbolista belga que juga com a migcampista a l'Aston Villa de la Premier League anglesa. És internacional amb la selecció de Bèlgica.

## Trajectòria
Format a les categories inferiors del RSC Anderlecht, va debutar amb el primer equip a la Primera Divisió belga el 2013. Amb el seu club d'origen va guanyar dues lligues i dues supercopes, així com diverses distincions individuals, com la del millor futbolista professional belga de l'any 2017. El 2017 va fitxar per l'AS Mònaco de la Ligue 1 francesa. El 2019 va fixat pel Leicester City FC de la Premier League anglesa, amb el qual va marcar el gol del triomf a la final de la FA Cup el 15 de maig del 2021.
Tielemans ha estat internacional amb la selecció de Bèlgica en les categories juvenils, fins que va debutar amb l'absoluta el 9 de novembre de 2016 en un amistós contra la selecció dels Països Baixos. L'estiu del 2018 va participar en la Copa del Món de Rússia, arribant a les seminals.

## Palmarès
Anderlecht
- Primera Divisió belga (2): 2013-14, 2016-17
- Supercopa belga (2): 2013, 2014

Leicester City FC
- Copa anglesa de futbol (1): 2021
- Community Shield (1): 2021

Individual
- Futbolista professional belga de l'any: 2017
- Bota d'Eben: 2017